# Agrilus fulgidiceps
Agrilus fulgidiceps es una especie de insecto del género Agrilus, familia Buprestidae, orden Coleoptera.
Fue descrita científicamente por Motschulsky, 1861.